# Grüner Samt
Grüner Samt ist das dritte Studioalbum von Marterias Alter Ego Marsimoto. Es erschien am Freitag, dem 13. Januar 2012, über Four Music. Das Album konnte in der ersten Verkaufswoche auf Platz 3 in den Charts einsteigen. Der Albumtitel ist eine Referenz an Torchs wegweisende Deutschrap-Veröffentlichung Blauer Samt.

## Titelliste
| #       | Titel | Produzent(en)                             | Länge |
| ------- | --- | ----------------------------------------- | ----- |
| 1       | Grüner Samt | Kid Simius, Nobodys Face, Marsimoto       | 3:09  |
| 2       | Wellness | Nobodys Face, Marsimoto                   | 3:20  |
| 3       | Der springende Punkt | Dead Rabbit, Marsimoto                    | 3:38  |
| 4       | Indianer | Dead Rabbit, Marsimoto                    | 3:53  |
| 5       | Ich Tarzan, du Jane | Nobodys Face, Marsimoto                   | 3:54  |
| 6       | Grünes Haus | Nobodys Face, Marsimoto                   | 3:07  |
| 7       | Marsi der Zigeuner | Robot Koch, Marsimoto                     | 3:32  |
| 8       | Mein Kumpel Spalding | Kid Simius, Marsimoto                     | 3:25  |
| 9       | Alice im WLAN Land | The Krauts, Robot Koch, Marsimoto         | 3:07  |
| 10      | I got 5 | Dead Rabbit, Marsimoto                    | 3:16  |
| 11      | Absinth | Kid Simius, Marsimoto                     | 4:17  |
| 12      | Blaue Lagune | Rabih Abou-Khalil, Dead Rabbit, Marsimoto | 3:29  |
| 13      | Angst | The Krauts, Marsimoto                     | 3:27  |
| 14      | Wo ist der Beat | Kid Simius, Marsimoto                     | 2:44  |
| 15      | Für Uwe | Dead Rabbit, Marsimoto                    | 4:01  |
| 16      | Der Sänger von Björk | Kid Simius, Marsimoto                     | 3:02  |
| 17      | Green Granada (nur in der Erstauflage auf CD und in der beigelegten CD aus der Grüner Samt Doppelvinyl)                                | Kid Simius, Marsimoto                     | 3:05  |
| 18      | Cuba Clubbin' Junior ('I hate Techno' Remix) (nur in der Erstauflage auf CD und in der beigelegten CD aus der Grüner Samt Doppelvinyl) | Kid Simius                                | 3:33  |
| 19 (17) | Das Büro (nur in der Download-Version bei iTunes, Titel 17)                                                                            | Marsimoto, Henrik Miko                    | 2:30  |

## Singles und Videos
Im Vorfeld wurde an Heiligabend 2011 ein Film zum Album auf Vimeo veröffentlicht, in welchem schon viele Tracks des Albums vertreten sind.

## Cover
Das Cover wurde von dem Fotografen Paul Ripke auf Island aufgenommen. Es handelt sich um eine Felsenlandschaft, die mit Moos bewachsen ist. Auf einem Felsen wurde eines der Markenzeichen von Marsimoto platziert, die Maske. Der Name des Künstlers ist ebenso wie der Name des Albums auf dem Cover abgebildet. Eine limitierte Auflage erschien mit einem Cover aus grünem Samt.

## Kritik
Die Kritiken von Grüner Samt sind allesamt positiv.
- rap.de meint, Grüner Samt sei „ein unglaublich facettenreiches Album“ und dass „der moderne deutsche HipHop […] hier sein Manifest“ findet.[3]
- BACKSPIN Online meint: „[…] in ‚Grüner Samt‘ steckt wieder eine große Prise von der Lässigkeit, die man hören will, wenn Marsimoto drauf steht“ und bewertet das Album mit 4 von 5 Punkten.[4]
- Das Online-Magazin laut.de bewertet das Release mit 5 von 5 möglichen Punkten.[5]
- Klaus Buchholz von The Gap schreibt: „Marteria hat seinem Kiffer-Alter-Ego Marsimoto ein drittes Album geschenkt und nebenbei schon wieder einen Genre-Meilenstein verankert.“[6]
- Steffen Uphoff vom HipHop-Magazin MZEE schreibt über das Album: „Die tragenden, atmosphärischen Melodien, die tiefen Bässe und die vielen elektronischen Klänge wirken extrem passend zu den vom grünen Samt beeinflussten Inhalten. Außerdem beweisen sie Innovation und die Bereitschaft, zu experimentieren.“[7]